# Red Trousers – Das Leben der Hong Kong Stuntmen
Red Trousers – Das Leben der Hong Kong Stuntmen (Originaltitel: Red Trousers – The Life of the Hong Kong Stuntmen) ist ein Dokumentarfilm über die Arbeit der Stuntmen in Hongkong von Robin Shou als Regisseur, Drehbuchautor, Produzent, Darsteller und Erzähler. Premiere hatte Robin Shous Debüt-Film am 12. Februar 2003 in den USA.

## Inhalt
Red Trousers – Das Leben der Hong Kong Stuntmen ist eine Dokumentation über die Arbeit der Stuntmen in Hong Kong. Regisseur Robin Shou versucht zu zeigen unter welch schlechten Bedingungen die Stuntmen in Hong Kong zum Teil arbeiten müssen. Das Verletzungsrisiko ist sehr hoch und die medizinische Versorgung am Set sehr schlecht. Anhand von Interviews (die Robin Shou zum Teil selbst führte) bekommt der Zuschauer einen Einblick in die entbehrungsreiche und harte Ausbildung und Arbeit in diesem Beruf.
Zwischendurch kann man durch ausgewählte Szenen aus dem futuristischen Martial-Arts-Abenteuer Lost Time die Leistung der Stuntmen im fertigen Film betrachten.
Kommentiert wird das Ganze von Robin Shou selbst.

## Auszeichnungen
- Newport Beach Film Festival 2003
  - Outstanding Achievement in Filmmaking Award

## DVD-Veröffentlichungen
Neben der eigentlichen Veröffentlichung auf DVD im Jahr 2004 erschien im selben Jahr eine sogenannte Collector’s Edition, die aus zwei DVDs besteht.
In Deutschland erschien Red Trousers – Das Leben der Hong Kong Stuntmen im August 2006.